# 篠原卯吉
篠原 卯吉（しのはら うきち、1903年4月9日 - 1993年3月3日）は、日本の電気工学者。第5代名古屋大学総長。第58代電気学会会長。

## 人物・経歴
名古屋市生まれ。愛知県第一中学校（現愛知県立旭丘高等学校）、第八高等学校を経て、1926年九州帝国大学工学部電気工学科卒業、九州帝国大学講師。1927年北海道帝国大学講師。同年北海道帝国大学助教授。1930年照明学会評議員。1935年九州帝国大学工学博士。1940年名古屋帝国大学理工学部教授。1953年名古屋大学工学部長。1958年郵政省電波技術審議会委員。1960年電気通信学会東海支部長。1961年電気学会浅野賞受賞。1963年名古屋大学教養学部長。同年名古屋大学総長、電気学会副会長、第6期日本学術会議会員、文部省大学設置審議会委員。1964年日本電熱工学委員会会長。1965年中部生産性本部副会長、郵政省電波技術審議会会長。1969年名古屋大学名誉教授、NHK放送文化賞受賞、郵政大臣表彰受賞、中部電力顧問。1970年放電研究グループ代表、電気学会論文賞受賞。1971年電気学会会長。1973年名古屋産業科学研究所所長、名古屋電機学園理事、勲一等瑞宝章受章。1974年愛知県公安委員会委員。1976年愛知県公安委員会委員長。